# Conca del Montozzo
La Conca del Montozzo è un vasto pianoro che si trova nella Valle di Viso (laterale della Val Camonica). Si trova all'interno del Parco nazionale dello Stelvio vicina all'omonimo monte ed è poco più sopra della località Case di Viso. È circondata dalla Punta d'Albiolo, dal Monte Tonale e dalla Cima Casaiole, cime che furono teatro di battaglie durante la guerra Bianca sull'Adamello.

## Storia

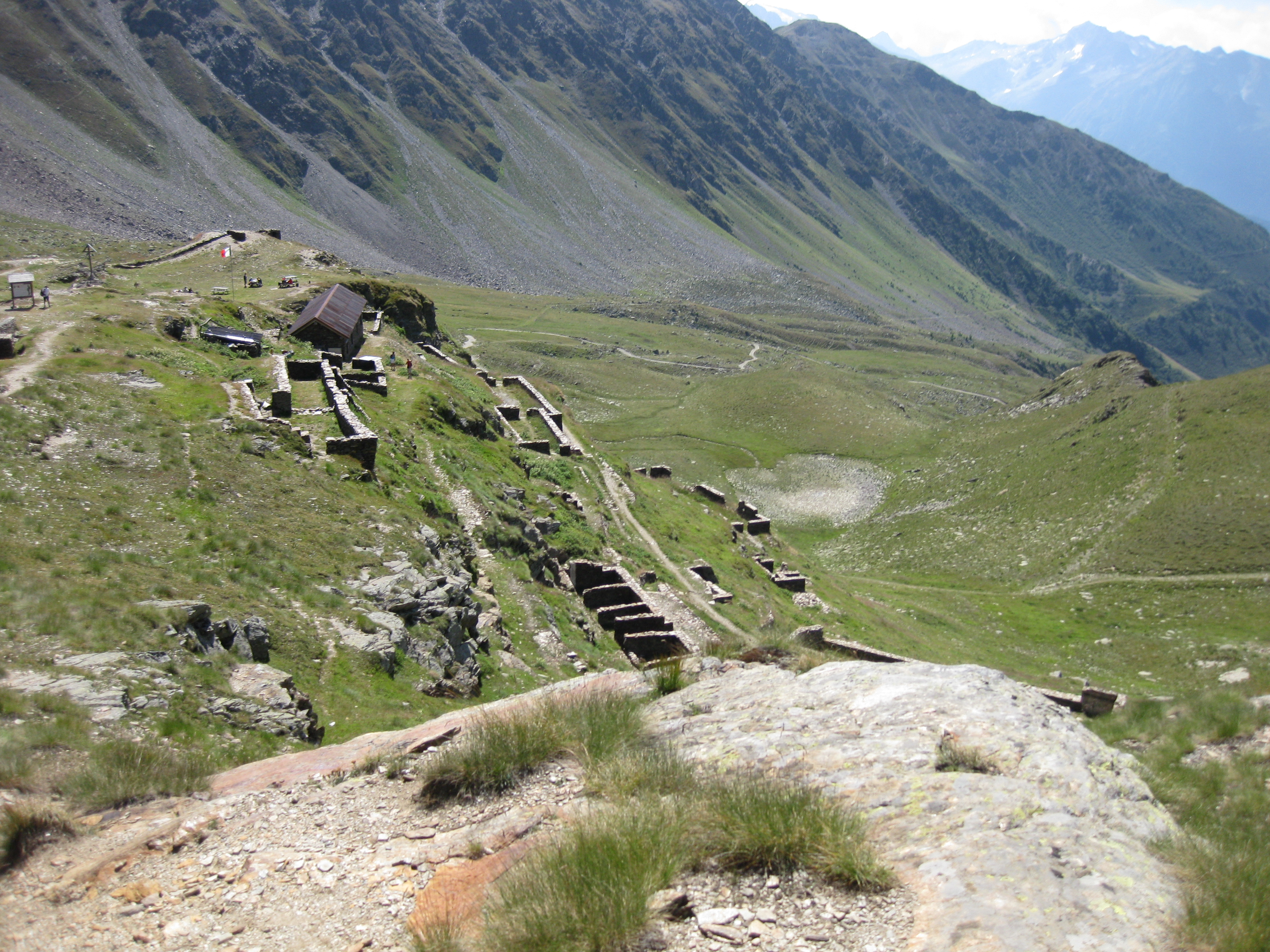
Baraccamenti di Conca Montozzo con il museo.

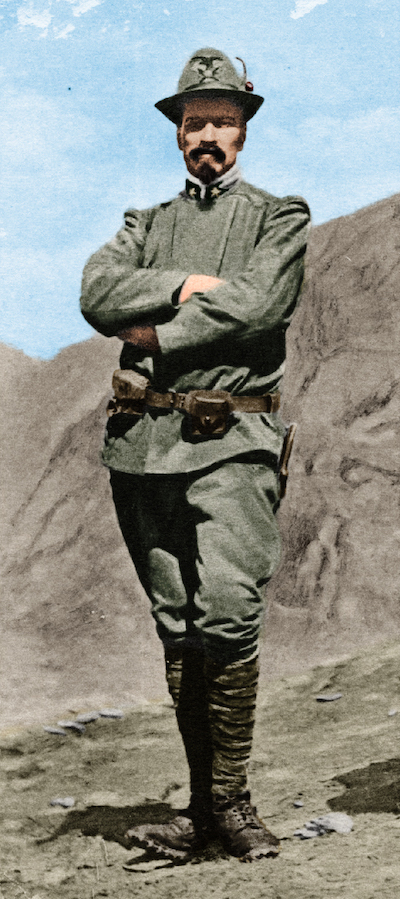
Cesare Battisti sulla forcella del Montozzo con l'uniforme degli Alpini nel 1915

### Prima della Grande guerra
Prima della Grande guerra la conca fu un punto di controllo presidiato dalla Regia Guardia di Finanza che aveva il compito di impedire il contrabbando con l'Austria, visto che il confine si trovava a pochi chilometri di distanza, e nel 1910 venne costruita una casermetta.
Qualche mese prima dello scoppio della guerra il battaglione Edolo presidiava già la zona con le compagnie 50ª e 52ª, quindi la caserma venne trasformata in un vero e proprio comando.
In seguito al battaglione Edolo si aggiunse la 245ª compagnia del battaglione Val d'Intelvi.
Inizialmente i soldati alloggiarono in tende costruite su basamenti di roccia ma nei primi mesi del 1915 vennero costruiti baraccamenti in muratura e in contemporanea vennero costruiti sistemi di difesa sia presso la caserma sia sulle cime circostanti.

### Battaglie del Montozzo
Le prime azioni belliche di questo fronte iniziarono l'8 agosto 1915 oltre la Forcellina di Montozzo. Il 21 agosto ci fu l'azione per la conquista del torrione Albiolo.
Pochi giorni dopo la conquista del torrione, precisamente il 25 agosto, gli Alpini furono impegnati sulle montagne dalla parte opposta per la conquista dei Monticelli presso il passo Paradiso.
 Al termine di questa sanguinosa giornata di combattimenti gli Alpini furono costretti, a causa dell'accanita resistenza austriaca, a lasciare la zona abbandonando migliaia di feriti sul campo. Il 23 settembre gli austriaci con una loro articolata azione riconquistarono il torrione d'Albiolo. In seguito ci furono altri tentativi di riconquista della conca ma il torrione venne abbandonato e definito indifendibile.
Dopo l'autunno 1915 questa parte di fronte ebbe un periodo di relativa tranquillità e le azioni più importanti coincisero con l'offensiva valanga il 13 giugno 1918, che avrebbe dovuto servire agli austriaci per rompere lo sbarramento del Monte Tonale e poi penetrare in Val Camonica. L'azione non ebbe successo e non ebbe seguito.
L'ultimo episodio importante fu quello finale che interesso tutto il fronte dell'Adamello e che portò alla riconquista definitiva del torrione d'Albiolo.

## Descrizione

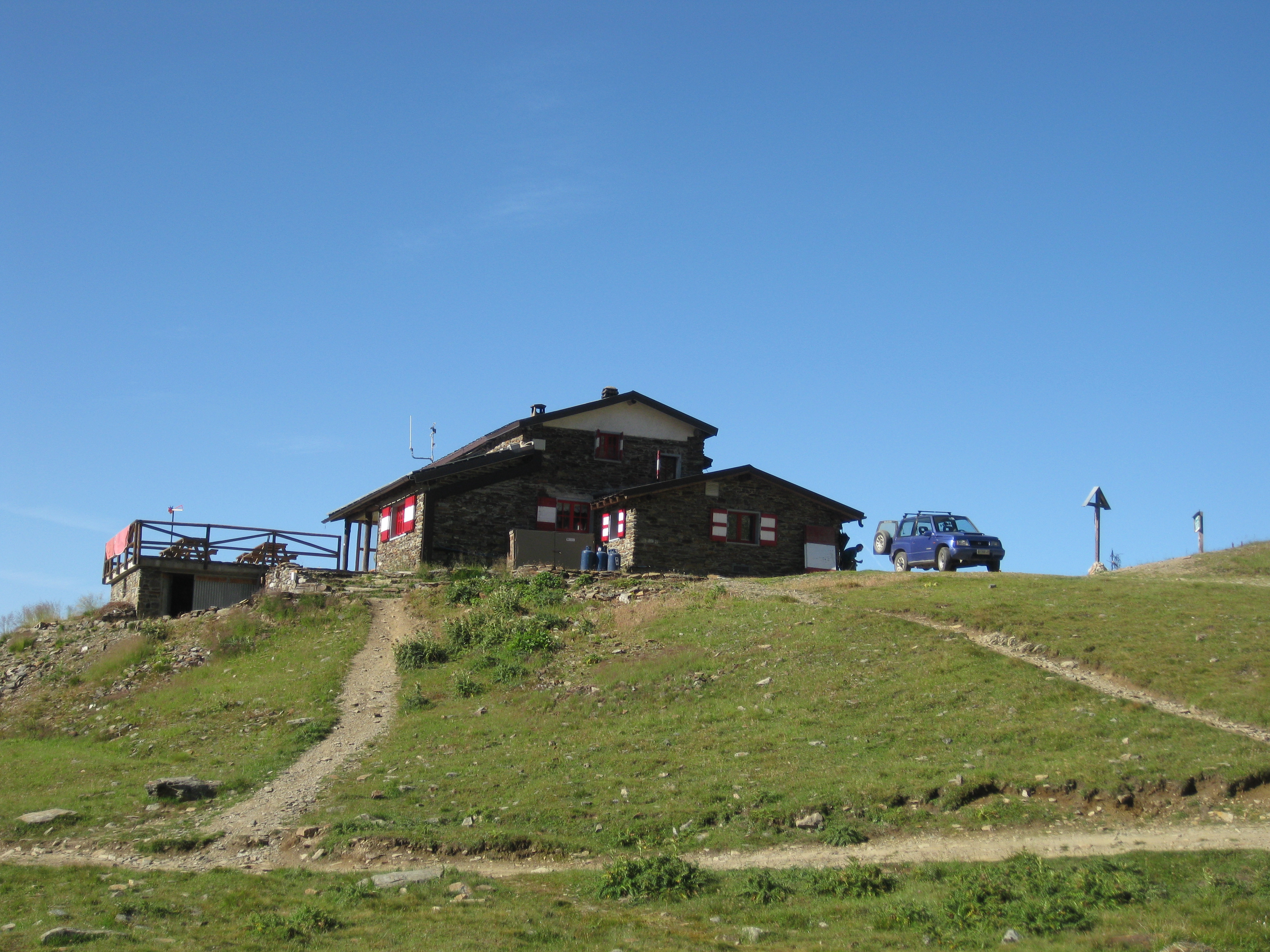
Rifugio Bozzi.

La conca è interamente visitabile e si possono ancora vedere le trincee e i baraccamenti.
L'antica caserma è divenuta un rifugio con ristorante e servizi, il Rifugio Bozzi. Di fianco al rifugio è stato costruito un piccolo museo per la memoria storica di quanto vi avvenne durante il primo conflitto mondiale.

## Escursioni
La conca si presta, specialmente durante il periodo compreso tra primavera ed autunno, a varie escursioni non particolarmente impegnative.